# Mercedes-Benz L 3000

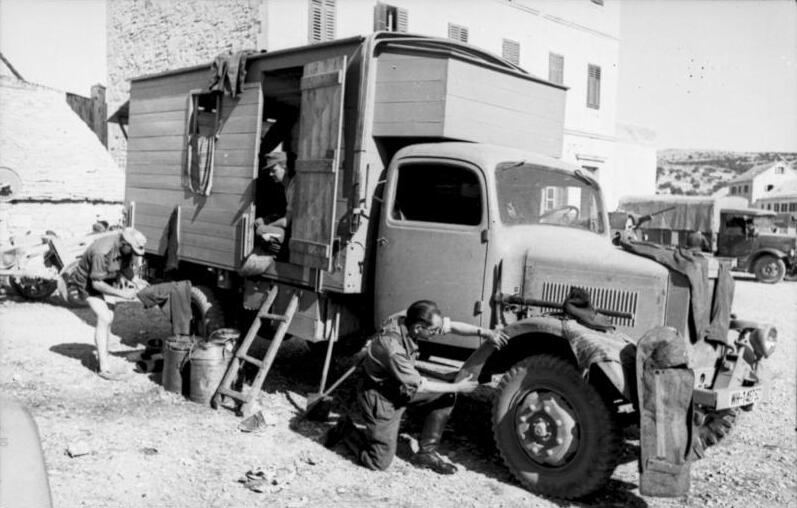
Mercedes-Benz L 3000 S mit Kastenaufbau, Griechenland 1943

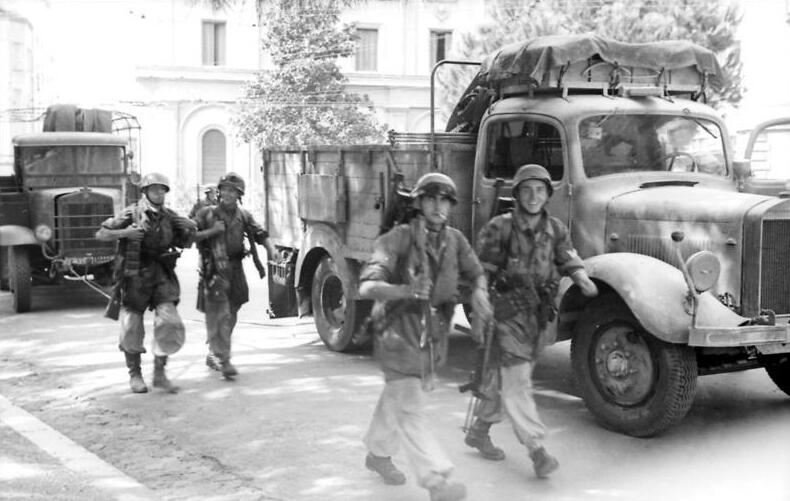
Mercedes-Benz L 3000 S einer Fallschirmjägereinheit, Italien 1944

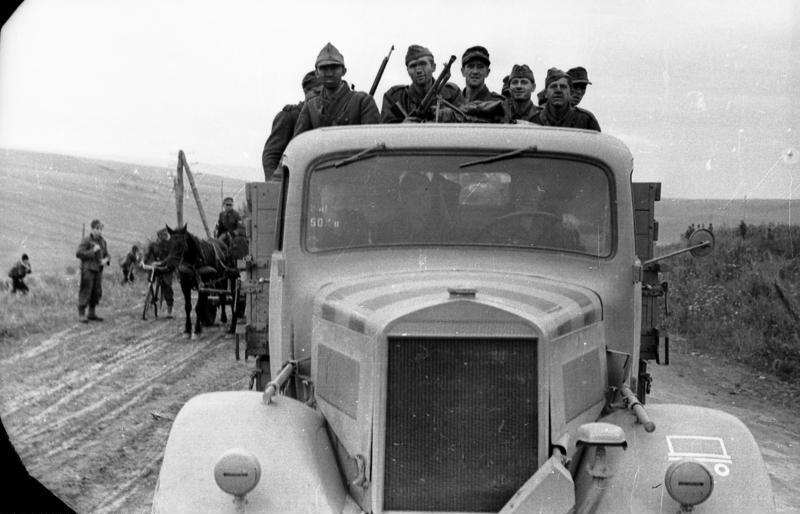
Mercedes-Benz L 3000 S beim Rückzug deutscher Truppen nach Ungarn 1944

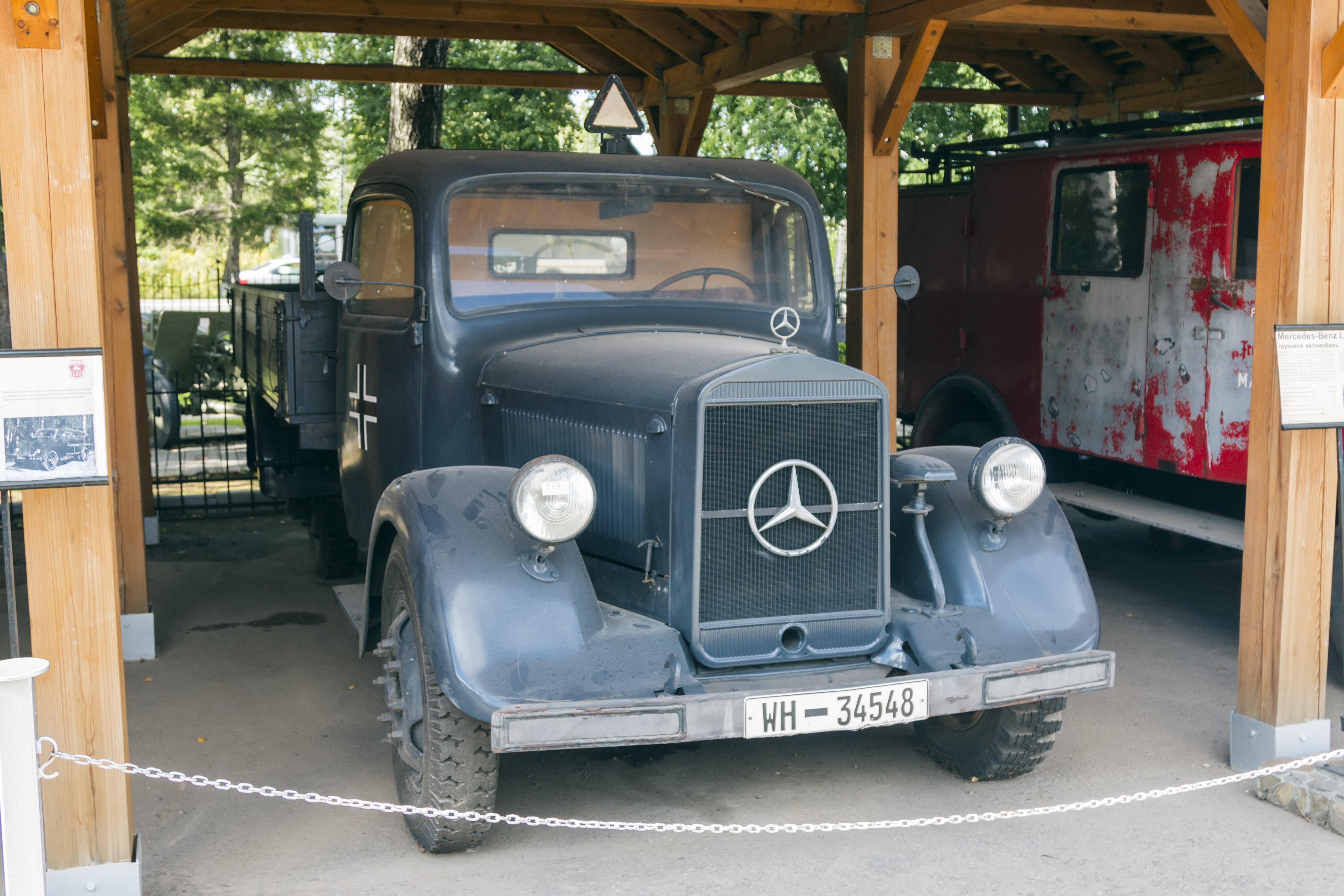
Museumsfahrzeug

Der Mercedes-Benz L 3000 ist ein zweiachsiger Lastkraftwagen des deutschen Herstellers Daimler-Benz AG, der von 1938 bis 1944 produziert wurde. Ab 1939 hießen die Modelle mit Hinterradantrieb L 3000 S; Modelle mit Allradantrieb heißen L 3000 A und wurden nur von 1939 bis 1942 gebaut.

## Geschichte und Hintergrund

### Vormodelle
Ab 1896 baute die Daimler-Motoren-Gesellschaft neben Personenkraftwagen auch leichte und schwere Lkw mit einer Nutzlast bis zu 10 t für den zivilen und den militärischen Bereich. Auch die Reichswehr nutzte 3-t-Lkw als Mannschaftswagen. Ab 1934 fertigte Daimler-Benz unter der Bezeichnung Mercedes-Benz LG 63 einige geländegängige Versuchsfahrzeuge, die nach erfolgreicher Erprobung als Mercedes-Benz LG 3000 in die Serienfertigung gingen und ab 1936 an Wehrmacht, Reichspost, Reichsbahn und Wirtschaftsbetriebe geliefert wurden.

### Mercedes-Benz L 3000
Ab 1938 folgte der 3-t-Lkw Mercedes-Benz L 3000 – werksintern als LGF 3000 bezeichnet – als Straßenfahrzeug mit moderner Stahlkabine. Im Gegensatz zu den meist benzinbetriebenen Lkw seiner Zeit verfügte der L 3000 über einen 4849-cm³-Dieselmotor mit einer Motorleistung von 55 kW (75 PS) bei 2250 min−1.
Bei Kriegsbeginn 1939 wurden zahlreiche L 3000 im Rahmen der materiellen Mobilmachungsergänzung eingezogen und von der Wehrmacht eingesetzt. Die Wehrmacht klassifizierte den L 3000 in den Kriegsstärkenachweisungen als „mittlerer, geländegängiger Lastkraftwagen offen (o)“, der je nach Verwendungszweck verschiedene Aufbauten und Rüstsätze erhielt.
Aus Rationalisierungsgründen wurden die deutschen Lkw-Hersteller am 1. Januar 1940 angewiesen, sich anstelle der bisherigen großen Typenvielfalt auf die Fertigstellung von Einheits-Lkw zu konzentrieren. Als „Einheits-LKW“ wurden die Typen L 3000 nun unter den Bezeichnungen Mercedes-Benz L 3000 S (3000 = 3,0 t; S = Standard), bzw. Mercedes-Benz L 3000 A (A = Allrad) geliefert.
Die Produktion des L 3000 wurde 1944 eingestellt, nachdem das Opelwerk Brandenburg durch einen Luftangriff Anfang August 1944 als Produzent ausfiel und Daimler-Benz nun alleiniger Hersteller des kriegswichtigen Opel „Blitz“ 3,6 war. Dessen Lizenzbau im Lkw-Werk Mannheim von Daimler-Benz hatte erst kurz zuvor begonnen.
Neben dem L 3000 und dem 3-t-Opel-„Blitz“ stellte Daimler-Benz noch zahlreiche weitere Größenklassen her, die zum großen Teil die Wehrmacht einsetzte.

### Weitere Lkw-Typen bis 1945
Analog entstanden die als 4,5-t-Lkw konzipierten Mercedes-Benz L 4500 S/A, die zum Teil auch in der Variante als Maultier-Halbkettenfahrzeug unter Verwendung von Fahrgestellen des Panzer II gebaut wurden. Auch leichtere Lkw der Typen Mercedes-Benz L 1100, Mercedes-Benz L 1500 S/A und Mercedes-Benz L 2000 L (=leicht) wurden geliefert. Die Einheits-Lkw unterschieden sich zunächst von den Vorgängermodellen nur durch die abgerundeten Kotflügel. Ab 1943 wurden zivile Lkw meist mit einer Holzvergaseranlage ausgerüstet, da die knappen Ottokraftstoffe vorzugsweise an die Wehrmacht geliefert wurden. Später wurde die für die Einheits-Lkw übliche Fahrerkabine aus Holz verwendet.

## Technik
Der L 3000 ist ein zweiachsiger Lastkraftwagen mit U-Profil-Leiterrahmen, dessen Starrachsen vorne und hinten an Halbfedern aufgehängt sind. Die Vorderachse ist einfachbereift, während die Hinterachse doppelt bereift ist. Die Reifen sind rundum Reifen in der Größe 7,50-20; der L 3000 A hat Reifen mit Geländeprofil. Das Bremssystem ist hydraulisch betätigt und wirkt auf alle Räder, die Handbremse wirkt auf die Hinterräder. Gelenkt wird mit einer Rosslenkung des Typs 700 von ZF. Die Kraft wird vom Motor über eine Einscheibentrockenkupplung auf ein manuelles Fünfganggetriebe mit Vorgelege übertragen. Vom Getriebe gelangt die Kraft beim Geländetyp L 3000 A über drei Sperrdifferenziale auf Vorder- und Hinterräder. Der Vorderradantrieb ist abschaltbar, der Geländegang ist auch ohne eingeschalteten Vorderradantrieb einschaltbar.
Der Motor ist der Mercedes-Benz OM 65/4. Dabei handelt es sich um einen Vierzylinder-Reihen-Vorkammer-Dieselmotor mit OHV-Ventilsteuerung und Wasserkühlung. Die Kurbelwelle ist fünffach gelagert und treibt über Stirnräder die untenliegende Nockenwelle an. Der Kraftstoff wird von einer Einspritzpumpe von Deckel oder Bosch in die Vorkammern eingespritzt.

## Technische Daten L 3000 A
| L 3000 A                          | L 3000 A                               |
| Abmessungen und Gewichte          | Abmessungen und Gewichte               |
| --------------------------------- | -------------------------------------- |
| Länge                             | 6255 mm                                |
| Breite                            | 2350 mm                                |
| Höhe                              | 2600 mm                                |
| Radstand                          | 3800 mm                                |
| Spurweite vorne                   | 1633 mm                                |
| Spurweite hinten                  | 1650 mm                                |
| Bodenfreiheit                     | 225 mm                                 |
| Watfähigkeit                      | 700 mm                                 |
| Wendekreisdurchmesser             | 15,2 m                                 |
| Leergewicht                       | 4020 kg                                |
| Nutzlast                          | 3020 kg (2600 kg)                      |
| Max. zulässige Gesamtmasse        | 7040 kg (6620 kg)                      |
| Sonstige Daten                    |                                        |
| Höchstgeschwindigkeit             | 70 km/h                                |
| Kraftstoffverbrauch               | 20 l / 100 km (30 l / 100 km)          |
| Füllmenge des Kraftstoffbehälters | 90 l Dieselkraftstoff                  |
| Batterie                          | 2 × 12 V, 90 Ah                        |
| Kraftübertragung                  |                                        |
| Kupplung                          | Einscheibentrockenkupplung             |
| Getriebe                          | Fünfganggetriebe mit Vorgelege         |
| Reifen                            | 7.50-20-Geländereifen                  |
| Kraftübertragung auf              | alle Räder                             |
| Motor                             |                                        |
| Bezeichnung                       | OM 65/4                                |
| Motortyp                          | Reihenvierzylindervorkammerdieselmotor |
| Kühlung                           | Wasser                                 |
| Ventiltrieb                       | OHV-Ventilsteuerung                    |
| Bohrung × Hub                     | 105 × 140 mm                           |
| Hubraum                           | 4849 cm³                               |
| Verdichtungsverhältnis            | 20:1                                   |
| Nennleistung                      | 55 kW (75 PS) bei 2250 min−1           |
| Drehmoment bei Nennleistung       | 234 Nm bei 2250 min−1                  |

Werte in Klammern ( ) gelten für Fahrten im Gelände.

## Stückzahlen
| L 3000   | 3,00 t | 1938–1939 | 12.840 |
| L 3000 S | 3,00 t | 1939–1944 | 18.356 |
| L 3000 A | 3,00 t | 1940–1942 | 2.069  |
| Quelle   | [ 2 ]  | [ 2 ]     | [ 2 ]  |